# Valerijan (rimski cesar)
Valerijan (latinsko Publivs Licinivs Valerianvs) je bil od leta 253 do pomladi 260 cesar Rimskega cesarstva, * okoli 199, † 260 ali 264.
Preganjal je kristjane. V vojni s Perzijci ga je perzijski cesar Šapur I. po bitki pri Edesi ujel in postal je prvi rimski cesar, ki je bil vojni ujetnik. Slednje je povzročilo šok in nestabilnost v celotnem Rimskem cesarstvu. Dogodek brez primere in neznana usoda ujetega cesarja sta povzročila različne reakcije in komentarje.

## Življenje

### Poreklo in vzpon na oblast
Za razliko od številnih drugih kandidatov  in upornikov,  ki so se v krizi tretjega stoletja borili za oblast v Rimskem cesarstvu, je bil Valerijan iz plemenite in tradicionalne senatorske družine. Podrobnosti o njegovem zgodnjem življenju so skope, razen poroke z Egnacijo Mariniano, s katero je imel dva sinova: kasnejšega cesarja Publija Licinija Egnacija Galiena in Licinija Valerijana.
Bil je konzul, prvič pred letom 238 kot nadomestni konzul ali leta 238 kot ordinarij. Leta 238 le bil princeps senatus in cesar Gordijan I. se je ravno preko njega pogajal, da bi ga senat priznal za cesarja. Ko je cesar Decij leta 251 obnovil cenzorstvo s tako obsežnimi zakonodajnimi in izvršilnimi pooblastili, da je praktično prevzelo cesarjevo civilno oblast, je senat za cenzorja izbral Valerijana, vendar tega položaja ni hotel sprejeti. Med Decijevim zadnjim in usodnim pohodom v Ilirik, je Valerijan prevzel vodenje poslov v Rimu. Pod cesarjem Trebonijanom Galom je bil imenovan za duxa vojske v rimskih germanskih provincah,  ki je kasneje odšla na vojno proti Perzijcem.
Ko se je moral Trebonijan Gal leta 253 spopasti z upornim kasnejšim cesarjem Emilijanom, je za pomoč zaprosil Valerijana. Valerijan se je odpravil proti jugu, vendar je tja prišel prepozno. Trebonijana Gala in njegovega sina in sovladarja Herenija Etruska so ubile njune lastne enote, 
ki so se pridružile Emilijanu. Retski vojaki so po njuni smrti za cesarja razglasili Valerijana in nadaljevali pohod proti Rimu. Ko je konec septembra Valerijanova vojska prišla v Rim, se je Emilijanova vojska razbežala, ubila Emilijana in za cesarja priznala Valerijana. Kmalu zatem ga je za cesarja priznal tudi rimski senat, ne le zaradi strahu pred maščevanjem, ampak tudi zato, ker je bil eden izmed njih.

### Vladanje in padec
Valerijanovo prvo dejanje po imenovanju za cesarja 22. oktobra 253 je bilo imenovanje njegovega sina  Galiena na položaj cezarja. Že kmalu zatem so se zadeve v Evropi poslabšale in ves zahod cesarstva je padel v nered. Na vzhodu je Antiohija padla v roke sasanidskega vazala, Armenijo pa je zasedel Šapur I. Valerijan in Galien sta si razdelila delo: sin je prevzel zahod, oče pa se je odpravil na vzhod, da bi se soočil s Perzijci.
Leta 254, 255 in 257 je Valerijan ponovno postal consul ordinaruis. Do leta 257 je ponovno zavzel Antiohijo in vrnil provinco Sirijo pod rimsko oblast. Naslednje leto so Malo Azijo opustošili Goti. Leta 259 se je preselil v Edeso, potem pa je izbruhnila kuga, ki je pomorila kritično veliko njegovih legionarjev in oslabila rimski položaj. Perzijci so začeli oblegati Edeso. Na začetku leta 260 je Valerijan doživel odločilen poraz v bitki pri Edesi, sam pa je bil ujet. V ujetništvu je ostal do svoje smrti. Valerijanovo ujetništvo je za Rimljane pomenilo strahoten poraz.

### Preganjanje kristjanov
Valerian je med vojskovanjem s Perzijci poslal senatu dve pismi,  v katerih je ukazal, naj odločno ukrepa proti kristjanom. V prvem, poslanem leta 257, je 
krščanski duhovščini ukazal, naj žrtvuje rimskim bogovom ali se sooči z izgonom. V drugem, poslanem naslednje leto, je odredil usmrtitev krščanskih voditeljev. Od krščanskih senatorjev in vitezov (equites) je zahteval, naj opravljajo daritve  rimskim bogovom, sicer bodo izgubili svoje naslove in imetje, ter naročil, naj jih usmrtijo, če bodo njegovo zahtevo še naprej zavračali. Rimskim matronam, ki so zavračale čaščenje rimskih bogov, je  zagrozil z zaplembo premoženja in izgonom,  javnim uslužbencem in članom cesarskega gospodinjstva pa je zagrozil s suženjstvom je prisilnim delom na cesarskih posestvih. Iz vsebine njegovih pisem je razvidno, da so bili kristjani v tistem času dobro uveljavljeni, nekateri celo na zelo visokih položajih.
Leta 257 so usmrtili svetega Prudenta. Med prominentnimi kristjani, usmrčenimi leta 258 so bili tudi papež Sikst II. (6. avgusta), mučenik Roman Ostiarij (9. avgusta) in sveti Lovrenc (10. avgusta). Isto leto so bili usmrčeni tudi drugi, vključno s svetniki Dionizijem v Parizu, Poncijem v  Cimiezu, Ciprijanom v Kartagini in Evgenijo v Rimu. Leta 259 sta bila usmrčena sveti Patrokel v Troyesu in sveti Fruktoz v Tarragoni. Ko je na prestol prišel Valerijanov sin Galien, je očetove odloke preklical.

### Smrt v ujetništvu
Evtropij, ki je pisal med letoma 364 in 374 n. št., je zapisal, da je Valerijana »premagal perzijski kralj  Šašpur in ga ujel; v sramotnem ujetništvu med Parti je ostarel«. Zgodnjekrščanski vir, Laktancij, ki je bil zaradi občasnega preganjanja kristjanov s strani nekaterih sasanidskih monarhov protiperzijsko razpoložen, je bil prepričan, da je bil Valerijan pred svojo smrtjo podvržen največjim žaljivkam, na primer da ga je Šapur uporabil kot podstavek  za svoje noge, ko je zajahal konja. Po tej različici dogodkov je Valerian po dolgem obdobju slabega ravnanja ponudil Šapurju veliko odkupnino za svojo osvoboditev.
Po eni od drugih različic je Šapur prisilil Valerijana, da je pogoltnil raztaljeno zlato in zato umrl. Po drugi, skoraj enaki različici, so ga živega odrli. Kožo so nagačili s slamo in jo kot trofejo razstavili v glavnem perzijskem templju. Nadalje so trdili, da so njegovo kožo po kasnejšem perzijskem porazu proti Rimu kremirali in pokopali. Razprave zgodovinarjev o Valerijanovem ujetništvu in smrti so še vedno brez dokončnega zaključka.
Po mnenju sodobnega zgodovinarja Touraja Daryaeeja, ki je nasprotno Laktanijevemu, je Šapur I. poslal Valerijana in del rimskih ujetnikov v Bišapur ali Gundišapur, kjer je živel relativno dobro. Preostale ujete rimske vojake je uporabil za gradnjo in druge svoje načrte. Band-e Kaisar (Cesarjev jez) je eden od ostankov rimskega gradbeništva v bližini starodavnega mesta Susa.
Na vseh kamnitih rezbarijah na Nakš-e Rostamu v Iranu se Valerijan drži za roke s Šapurjem I., kar je pomenilo podrejenost. Po mnenju prvega perzijskega muslimanskega učenjaka Abu Hanife Dinavarija je Šapur vojne ujetnike naselil v Gundišapurju in po izgradnji Band-e Kaisarja Valerijana izpustil.
Laktancijevo pisanje je zagotovo  obarvano z njegovo željo, da bi preganjalci kristjanov umrli na primerno krut način. Njegovo zgodbo so takrat in kasneje ponovili avtorji na rimskem Bližnjem vzhodu, ki so bili hudo sovražni do Perzije.
Valerijanovo in Galienovo skupno vladavino so večkrat ogrozili uzurpatorji. Galien se je kljub temu obdržal na prestolu do leta 268, ko so ga umorili atentatorji.

## Družina
Valerijan je imel sinova
- Galiena
- Licinija Valerijana, ki je bil leta 265 konzul; Licinija so med očetovim ujetništvom med letoma 265 in 268 ubili zurpatorji

|                                                |                                                |                                                |                                                |                                                |                                                |  |  | Aul Egnacij Priscilijan filozof |                      |                      |                      |                      |                      |  |  |                                                      |                                                      |                                                      |                                                      |                                                      |                                                      |  |  |                                             |                                             |                                             |                                             |                                             |                                             |  |  |                                     |                                     |                                     |                                     |                                     |                                     |  |  |                          |                          |                          |                          |                          |                          |  |  |                                                            |                                                            |                                                            |                                                            |                                                            |                                                            |  |  |  |  |  |  |  |  |  |  |
|                                                |                                                |                                                |                                                |                                                |                                                |  |  |                                 |                      |                      |                      |                      |                      |  |  |                                                      |                                                      |                                                      |                                                      |                                                      |                                                      |  |  |                                             |                                             |                                             |                                             |                                             |                                             |  |  |                                     |                                     |                                     |                                     |                                     |                                     |  |  |                          |                          |                          |                          |                          |                          |  |  |                                                            |                                                            |                                                            |                                                            |                                                            |                                                            |  |  |  |  |  |  |  |  |  |  |
|                                                |                                                |                                                |                                                |                                                |                                                |  |  |                                 |                      |                      |                      |                      |                      |  |  |                                                      |                                                      |                                                      |                                                      |                                                      |                                                      |  |  |                                             |                                             |                                             |                                             |                                             |                                             |  |  |                                     |                                     |                                     |                                     |                                     |                                     |  |  |                          |                          |                          |                          |                          |                          |  |  |                                                            |                                                            |                                                            |                                                            |                                                            |                                                            |  |  |  |  |  |  |  |  |  |  |
| Kvint Egnacij Prokul consul suffectus leta 219 | Kvint Egnacij Prokul consul suffectus leta 219 | Kvint Egnacij Prokul consul suffectus leta 219 | Kvint Egnacij Prokul consul suffectus leta 219 | Kvint Egnacij Prokul consul suffectus leta 219 | Kvint Egnacij Prokul consul suffectus leta 219 |  |  | Lucij Egnacij Viktor            | Lucij Egnacij Viktor | Lucij Egnacij Viktor | Lucij Egnacij Viktor | Lucij Egnacij Viktor | Lucij Egnacij Viktor |  |  |                                                      |                                                      |                                                      |                                                      |                                                      |                                                      |  |  |                                             |                                             |                                             |                                             |                                             |                                             |  |  |                                     |                                     |                                     |                                     |                                     |                                     |  |  |                          |                          |                          |                          |                          |                          |  |  |                                                            |                                                            |                                                            |                                                            |                                                            |                                                            |  |  |  |  |  |  |  |  |  |  |
| Kvint Egnacij Prokul consul suffectus leta 219 | Kvint Egnacij Prokul consul suffectus leta 219 | Kvint Egnacij Prokul consul suffectus leta 219 | Kvint Egnacij Prokul consul suffectus leta 219 | Kvint Egnacij Prokul consul suffectus leta 219 | Kvint Egnacij Prokul consul suffectus leta 219 |  |  | Lucij Egnacij Viktor            | Lucij Egnacij Viktor | Lucij Egnacij Viktor | Lucij Egnacij Viktor | Lucij Egnacij Viktor | Lucij Egnacij Viktor |  |  |                                                      |                                                      |                                                      |                                                      |                                                      |                                                      |  |  |                                             |                                             |                                             |                                             |                                             |                                             |  |  |                                     |                                     |                                     |                                     |                                     |                                     |  |  |                          |                          |                          |                          |                          |                          |  |  |                                                            |                                                            |                                                            |                                                            |                                                            |                                                            |  |  |  |  |  |  |  |  |  |  |
|                                                |                                                |                                                |                                                |                                                |                                                |  |  |                                 |                      |                      |                      |                      |                      |  |  |                                                      |                                                      |                                                      |                                                      |                                                      |                                                      |  |  |                                             |                                             |                                             |                                             |                                             |                                             |  |  |                                     |                                     |                                     |                                     |                                     |                                     |  |  |                          |                          |                          |                          |                          |                          |  |  |                                                            |                                                            |                                                            |                                                            |                                                            |                                                            |  |  |  |  |  |  |  |  |  |  |
| Egnacij Viktor Marinijan consul suffectus      | Egnacij Viktor Marinijan consul suffectus      | Egnacij Viktor Marinijan consul suffectus      | Egnacij Viktor Marinijan consul suffectus      | Egnacij Viktor Marinijan consul suffectus      | Egnacij Viktor Marinijan consul suffectus      |  |  | 1. Marinijana                   | 1. Marinijana        | 1. Marinijana        | 1. Marinijana        | 1. Marinijana        | 1. Marinijana        |  |  | Valerijan rimski cesar 253-260                       | Valerijan rimski cesar 253-260                       | Valerijan rimski cesar 253-260                       | Valerijan rimski cesar 253-260                       | Valerijan rimski cesar 253-260                       | Valerijan rimski cesar 253-260                       |  |  | 2. Kornelija Galonija                       | 2. Kornelija Galonija                       | 2. Kornelija Galonija                       | 2. Kornelija Galonija                       | 2. Kornelija Galonija                       | 2. Kornelija Galonija                       |  |  |                                     |                                     |                                     |                                     |                                     |                                     |  |  |                          |                          |                          |                          |                          |                          |  |  |                                                            |                                                            |                                                            |                                                            |                                                            |                                                            |  |  |  |  |  |  |  |  |  |  |
| Egnacij Viktor Marinijan consul suffectus      | Egnacij Viktor Marinijan consul suffectus      | Egnacij Viktor Marinijan consul suffectus      | Egnacij Viktor Marinijan consul suffectus      | Egnacij Viktor Marinijan consul suffectus      | Egnacij Viktor Marinijan consul suffectus      |  |  | 1. Marinijana                   | 1. Marinijana        | 1. Marinijana        | 1. Marinijana        | 1. Marinijana        | 1. Marinijana        |  |  | Valerijan rimski cesar 253-260                       | Valerijan rimski cesar 253-260                       | Valerijan rimski cesar 253-260                       | Valerijan rimski cesar 253-260                       | Valerijan rimski cesar 253-260                       | Valerijan rimski cesar 253-260                       |  |  | 2. Kornelija Galonija                       | 2. Kornelija Galonija                       | 2. Kornelija Galonija                       | 2. Kornelija Galonija                       | 2. Kornelija Galonija                       | 2. Kornelija Galonija                       |  |  |                                     |                                     |                                     |                                     |                                     |                                     |  |  |                          |                          |                          |                          |                          |                          |  |  |                                                            |                                                            |                                                            |                                                            |                                                            |                                                            |  |  |  |  |  |  |  |  |  |  |
|                                                |                                                |                                                |                                                |                                                |                                                |  |  |                                 |                      |                      |                      |                      |                      |  |  |                                                      |                                                      |                                                      |                                                      |                                                      |                                                      |  |  |                                             |                                             |                                             |                                             |                                             |                                             |  |  |                                     |                                     |                                     |                                     |                                     |                                     |  |  |                          |                          |                          |                          |                          |                          |  |  |                                                            |                                                            |                                                            |                                                            |                                                            |                                                            |  |  |  |  |  |  |  |  |  |  |
|                                                |                                                |                                                |                                                |                                                |                                                |  |  |                                 |                      |                      |                      |                      |                      |  |  |                                                      |                                                      |                                                      |                                                      |                                                      |                                                      |  |  |                                             |                                             |                                             |                                             |                                             |                                             |  |  |                                     |                                     |                                     |                                     |                                     |                                     |  |  |                          |                          |                          |                          |                          |                          |  |  |                                                            |                                                            |                                                            |                                                            |                                                            |                                                            |  |  |  |  |  |  |  |  |  |  |
| predhodnik Emilijan rimski cesar 253           | predhodnik Emilijan rimski cesar 253           | predhodnik Emilijan rimski cesar 253           | predhodnik Emilijan rimski cesar 253           | predhodnik Emilijan rimski cesar 253           | predhodnik Emilijan rimski cesar 253           |  |  |                                 |                      |                      |                      |                      |                      |  |  | (1) Galien rimski cesar 253-268 ∞ Kornelija Salonina | (1) Galien rimski cesar 253-268 ∞ Kornelija Salonina | (1) Galien rimski cesar 253-268 ∞ Kornelija Salonina | (1) Galien rimski cesar 253-268 ∞ Kornelija Salonina | (1) Galien rimski cesar 253-268 ∞ Kornelija Salonina | (1) Galien rimski cesar 253-268 ∞ Kornelija Salonina |  |  | (2) Licinij Valerijan consul suffectus      | (2) Licinij Valerijan consul suffectus      | (2) Licinij Valerijan consul suffectus      | (2) Licinij Valerijan consul suffectus      | (2) Licinij Valerijan consul suffectus      | (2) Licinij Valerijan consul suffectus      |  |  | Klavdij Gotski rimski cesar 268-270 | Klavdij Gotski rimski cesar 268-270 | Klavdij Gotski rimski cesar 268-270 | Klavdij Gotski rimski cesar 268-270 | Klavdij Gotski rimski cesar 268-270 | Klavdij Gotski rimski cesar 268-270 |  |  | Kvintil rimski cesar 270 | Kvintil rimski cesar 270 | Kvintil rimski cesar 270 | Kvintil rimski cesar 270 | Kvintil rimski cesar 270 | Kvintil rimski cesar 270 |  |  | naslednji Avrelijan rimski cesar 270-275 ∞ Ulpija Severina | naslednji Avrelijan rimski cesar 270-275 ∞ Ulpija Severina | naslednji Avrelijan rimski cesar 270-275 ∞ Ulpija Severina | naslednji Avrelijan rimski cesar 270-275 ∞ Ulpija Severina | naslednji Avrelijan rimski cesar 270-275 ∞ Ulpija Severina | naslednji Avrelijan rimski cesar 270-275 ∞ Ulpija Severina |  |  |  |  |  |  |  |  |  |  |
| predhodnik Emilijan rimski cesar 253           | predhodnik Emilijan rimski cesar 253           | predhodnik Emilijan rimski cesar 253           | predhodnik Emilijan rimski cesar 253           | predhodnik Emilijan rimski cesar 253           | predhodnik Emilijan rimski cesar 253           |  |  |                                 |                      |                      |                      |                      |                      |  |  | (1) Galien rimski cesar 253-268 ∞ Kornelija Salonina | (1) Galien rimski cesar 253-268 ∞ Kornelija Salonina | (1) Galien rimski cesar 253-268 ∞ Kornelija Salonina | (1) Galien rimski cesar 253-268 ∞ Kornelija Salonina | (1) Galien rimski cesar 253-268 ∞ Kornelija Salonina | (1) Galien rimski cesar 253-268 ∞ Kornelija Salonina |  |  | (2) Licinij Valerijan consul suffectus      | (2) Licinij Valerijan consul suffectus      | (2) Licinij Valerijan consul suffectus      | (2) Licinij Valerijan consul suffectus      | (2) Licinij Valerijan consul suffectus      | (2) Licinij Valerijan consul suffectus      |  |  | Klavdij Gotski rimski cesar 268-270 | Klavdij Gotski rimski cesar 268-270 | Klavdij Gotski rimski cesar 268-270 | Klavdij Gotski rimski cesar 268-270 | Klavdij Gotski rimski cesar 268-270 | Klavdij Gotski rimski cesar 268-270 |  |  | Kvintil rimski cesar 270 | Kvintil rimski cesar 270 | Kvintil rimski cesar 270 | Kvintil rimski cesar 270 | Kvintil rimski cesar 270 | Kvintil rimski cesar 270 |  |  | naslednji Avrelijan rimski cesar 270-275 ∞ Ulpija Severina | naslednji Avrelijan rimski cesar 270-275 ∞ Ulpija Severina | naslednji Avrelijan rimski cesar 270-275 ∞ Ulpija Severina | naslednji Avrelijan rimski cesar 270-275 ∞ Ulpija Severina | naslednji Avrelijan rimski cesar 270-275 ∞ Ulpija Severina | naslednji Avrelijan rimski cesar 270-275 ∞ Ulpija Severina |  |  |  |  |  |  |  |  |  |  |
|                                                |                                                |                                                |                                                |                                                |                                                |  |  |                                 |                      |                      |                      |                      |                      |  |  |                                                      |                                                      |                                                      |                                                      |                                                      |                                                      |  |  |                                             |                                             |                                             |                                             |                                             |                                             |  |  |                                     |                                     |                                     |                                     |                                     |                                     |  |  |                          |                          |                          |                          |                          |                          |  |  |                                                            |                                                            |                                                            |                                                            |                                                            |                                                            |  |  |  |  |  |  |  |  |  |  |
|                                                |                                                |                                                |                                                |                                                |                                                |  |  | Valerijan II. caesar            | Valerijan II. caesar | Valerijan II. caesar | Valerijan II. caesar | Valerijan II. caesar | Valerijan II. caesar |  |  | Salonin socesar                                      | Salonin socesar                                      | Salonin socesar                                      | Salonin socesar                                      | Salonin socesar                                      | Salonin socesar                                      |  |  | Publij Licinij Egnacij Marinijan konzul 268 | Publij Licinij Egnacij Marinijan konzul 268 | Publij Licinij Egnacij Marinijan konzul 268 | Publij Licinij Egnacij Marinijan konzul 268 | Publij Licinij Egnacij Marinijan konzul 268 | Publij Licinij Egnacij Marinijan konzul 268 |  |  |                                     |                                     |                                     |                                     |                                     |                                     |  |  |                          |                          |                          |                          |                          |                          |  |  |                                                            |                                                            |                                                            |                                                            |                                                            |                                                            |  |  |  |  |  |  |  |  |  |  |

### Primarni viri
- Avrelij Viktor, Epitome de Caesaribus
- Evtropij, Breviarium ab urbe condita
- Historia Augusta, The Two Valerians
- Ivan Zonara, Compendium of History extract: Zonaras: Alexander Severus to Diocletian: 222–284
- Zosim, Historia Nova

### Sekundarna vira
- Baudoin, Jacques (2006), »Saint Prudent«, Grand livre des saints: culte et iconographie en Occident (v francoščini), EDITIONS CREER, ISBN 978-2-84819-041-9, pridobljeno 20. decembra 2017
- Moss, Candida (2013), The Myth of Persecution, HarperCollins, str. 153, ISBN 978-0-06-210452-6